# Anita Nall
Nadia Anita Louise Nall (Harrisburg, 21 luglio 1976) è un'ex nuotatrice statunitense.

## Palmarès
Olimpiadi
- 3 medaglie:
  - 1 oro (staffetta 4x100 metri misti a Barcellona 1992)
  - 1 argento (100 metri rana a Barcellona 1992)
  - 1 bronzo (200 metri rana a Barcellona 1992).

Mondiali in vasca corta
- 1 medaglia:
  - 1 bronzo (staffetta 4x100 metri misti a Atene 2000).

Giochi PanPacifici
- 3 medaglie:
  - 3 ori (100 metri rana a Kobe 1993, 200 metri rana a Kobe 1993, staffetta 4x100 metri misti a Kobe 1993).

Giochi panamericani
- 1 medaglia:
  - 1 bronzo (200 metri rana a Mar del Plata 1995).